# Markiesje

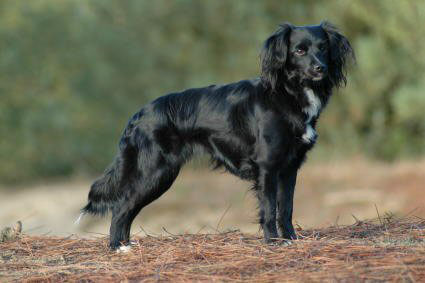
Markiesje

Markiesje, también conocido como Dutch Tulip Hound, es una raza de perro de compañía de origen holandés. 
En un gran número de pinturas de los siglos XVII y XVIII pueden verse ejemplares de un perro de tamaño pequeño y color negro con un gran parecido al Markiesje. En cualquier caso, la raza, tal y como se conoce hoy en día ha sido criada desde mediados de los años 1970.
La raza se encuentra aceptada por el "Raad van Beheer op Kynologisch Gebied in Nederland" as an official breed, que puede ser traducido como el "Consejo de directores de temas cinológicos en Países Bajos" y que actúa como el club cinológico oficial nacional, sin embargo, no está reconocida por la Federación Cinológica Internacional.
Promedio de vida: 12-14 años de vida

### Carácter
El "Raad van Beheer op Kynologisch Gebied in Nederland" le categoriza como perro de compañía, pero no de regazo. Le gustan mucho los paseos y carreras y es un perro alerta que puede actuar como perro guardián Puede convivir con otras mascotas, como gatos y roedores, siempre que sean introducidos correctamente en el grupo y se establezca un entrenamiento para la aceptación.

## Altura
La altura a la cruz para los machos es de 37 cm mientras que para las hembras es de 35 cm, en ambos casos el margen permitido es de 2 cm hacia arriba y de 3 cm hacia abajo. 